# Rives-de-l’Yon
Rives-de-l’Yon – gmina we Francji, w regionie Kraj Loary, w departamencie Wandea. W 2013 roku liczba ludności wynosiła 4030 mieszkańców.
Gmina została utworzona 1 stycznia 2016 roku z połączenia dwóch ówczesnych gmin: Chaillé-sous-les-Ormeaux oraz Saint-Florent-des-Bois. Siedzibą gminy została miejscowość Saint-Florent-des-Bois.